# Curia Cornelia
La Curia Cornelia era il luogo in cui si riuniva il Senato Romano nel periodo compreso tra il 52 a.C. e il 44 a.C. Era la più grande di tutte le Curie presenti a Roma. La sua costruzione occupò gran parte dello spazio anticamente adibito al Comizio, portando dunque la "casa del Senato" in una posizione di centralità nella zona del Foro Romano, che in epoca antica rappresentava il cuore della città di Roma.

## Storia
Nell'80 a.C Lucio Cornelio Silla decise di ingrandire la preesistente Curia Hostilia in risposta all'aumento considerevole del numero dei senatori della Repubblica Romana. Egli demolì dunque l'edificio originale insieme a parte del vicino Comizio, e, in seguito, costruì il nuovo edificio della Curia che mantenne il nome di Hostilia.
La nuova curia finì però distrutta in occasione degli scontri che seguirono il funerale di Publio Clodio Pulcro, nel 52 a.C. Ricostruita da Fausto Cornelio Silla, figlio del famoso dictator, le venne attribuito in suo onore il nome di Curia Cornelia.
Nell'ambito della politica edilizia di Cesare nell'area del Foro, la Curia Cornelia venne smantellata per essere sostituita da un edificio nuovo, la Curia Iulia che avrebbe anche funzionato da cerniera fra l'antica piazza forense e l'adiacente nuovo complesso progettato dal futuro dictator perpetuus, il Foro di Cesare appunto. Nell'arco di tempo utile al completamento dei lavori le sedute del senato si dovettero tenere in altri luoghi, tant'è che la celeberrima congiura del 44 a.C., in cui Cesare fu assassinato, ebbe luogo nella Curia di Pompeo nel Campo Marzio, proprio durante una riunione del massimo organo dello stato romano
Il 28 agosto del 29 a.C. Ottaviano inaugurò la nuova curia iniziata dal padre adottivo ormai più di un decennio prima. Da quel momento in poi, per tutta l'epoca imperiale, il senato si riunì in questo edificio tuttora visibile nella sua ricostruzione dioclezianea e dopo essere stato trasformato nel Medioevo in chiesa dedicata a sant'Adriano.